# 7132 Casulli
7132 Casulli (1993 SE) là một tiểu hành tinh vành đai chính được phát hiện ngày 17 tháng 9 năm 1993 bởi Vagnozzi, A. ở Stroncone.